# František Engel
František Engel (8. března 1909 Kežmarok – 16. července 1972 Rabyně) byl československý vojenský lékař židovského původu, generál Československé armády a ČSLA.

## Život
Narodil se v židovské rodině v Kežmarku, kde vystudoval zdejší reálné gymnázium. Vystudoval lékařskou fakultu Univerzity Karlovy. V letech 1936 až 1938 působil na chirurgickém oddělení nemocnice v Berehovu. Během všeobecné mobilizace v roce 1938 působil jako lékař u 2. dělostřeleckého pluku. Poté působil jako vedoucí lékař nemocnice v Rachově. Na podzim roku 1939 působil jako lékař československého legionu v Polsku. Poté působil jako lékař v nemocnicích na území Sovětského svazu. V únoru 1942 vstoupil v Buzuluku do tam se formující československé vojenské jednotky kde působil jako vojenský lékař. V roce 1945 se stal šéflékařem 1. československého armádního sboru. V letech 1945 až 1950 působil v různých funkcích v československé armádě, studoval na Vysoké škole válečné v Praze a na Vojenské lékařské akademii v Leningradě.. V roce 1946 byl povýšen do hodnosti brigádního generála. V květnu 1950 byl přidělen jako lékař na stavbu Slapské přehrady. V letech 1956 až 1959 působil jako zástupce náčelníka zdravotní správy československé armády. V letech 1959 až 1970 byl náčelníkem Ústřední vojenské nemocnice v Praze. V roce 1966 byl povýšen na generálporučíka. V roce 1968 nesouhlasil s Invazí vojsk Varšavské smlouvy do Československa. V roce 1970 byl propuštěn, resp. poslán do důchodu. Poté ještě pracoval jako lékař.
Zemřel v roce 1972 v Rabyni. Pohřben byl na pražském Břevnovském hřbitově.
Jeho manželkou byla Gertruda Engelová, zdravotnice a příslušnice čs. vojska v SSSR. Jejich syn Vojtěch (1949–2023) v roce 1978 emigroval s rodinou do Západního Německa 

## Vyznamenání
- Československá medaile za zásluhy I. stupně

- Československý válečný kříž 1939 (čtyřnásobný nositel)
- Dukelská pamětní medaile
- Medaile za vítězství nad Německem ve Velké vlastenecké válce 1941–1945
- Medaile Za osvobození Prahy
- Ordinul Coroana Romăniei eu spade in gradul Comandor cu paglica de Virtute Militara
- Pamětní medaile československé armády v zahraničí
- Partyzanska Zvezda II. st.
- Sokolovská pamětní medaile
- sovětský Řád Rudé hvězdy
- Řád grunwaldského kříže III. třídy
- Řád Slovenského národního povstání 2. třídy
- Řád práce